# Megaselia hexachaeta
Megaselia hexachaeta är en tvåvingeart som beskrevs av Borgmeier 1962. Megaselia hexachaeta ingår i släktet Megaselia och familjen puckelflugor. Inga underarter finns listade i Catalogue of Life.